# Allophone (phonologie)
 (janvier 2010).
Si vous disposez d'ouvrages ou d'articles de référence ou si vous connaissez des sites web de qualité traitant du thème abordé ici, merci de compléter l'article en donnant les références utiles à sa vérifiabilité et en les liant à la section « Notes et références ».
Pour les articles homonymes, voir Allophone.
En linguistique, un allophone est l'une des réalisations sonores possibles d'un phonème. Contrairement à deux phonèmes entre eux, deux allophones d'un même phonème ne peuvent s'opposer en distinguant des unités de sens distincts dans une langue : les locuteurs leur attribuent le même rôle fonctionnel en phonologie, même quand ils perçoivent la différence phonétique entre les deux.
Dans le texte qui suit, une forme entre crochets indique une transcription phonétique (→ phone = son pur), tandis qu'une forme entre barres obliques indique une transcription phonologique (→ phonème = son + sens).

## Distinction entre phonèmes et allophones
Dans une approche structurale, l'identification des phonèmes se fait typiquement par la méthode de la paire minimale, c'est-à-dire en construisant un couple de mots de sens différents et qui ne sont distingués phonétiquement que par un seul son. Par exemple, en français, père /pɛʁ/ et mère /mɛʁ/ forment une paire minimale qui permet d'identifier /p/ et /m/ comme des phonèmes distincts.
Avec des allophones, il est impossible de construire de telles paires : la substitution d'un allophone à un autre ne modifie pas le sens du mot. Par exemple, en français, père peut diversement se prononcer [pɛr], [pɛʀ] ou [pɛʁ] : les consonnes [r] (roulée alvéolaire), [ʀ] (roulée uvulaire) et [ʁ] (fricative uvulaire) sont phonétiquement des sons différents mais leur différence n'est pas fonctionnellement pertinente : ils sont interprétés comme des variantes de prononciation d'une même unité phonologique, le phonème /ʁ/.
Les locuteurs peuvent être plus ou moins conscients de la situation d'allophonie. Les francophones reconnaissent habituellement la différence entre les différents types de /ʁ/ du français mais bien plus rarement que le phonème /k/ a pour maints locuteurs un allophone palatal [c] devant voyelle antérieure et un allophone vélaire [k] dans les autres positions (comparer par exemple qui et cou, phonologiquement /ki/ et /ku/ mais phonétiquement [ci] et [ku] pour ces locuteurs).
L'allophonie ne doit pas être confondue avec l'homophonie, où des mots différents partagent la même prononciation, les mêmes phonèmes. En français, les suites de phonèmes /pɛʁ/ et /mɛʁ/ peuvent chacune correspondre à des sens différents (père, pair, perd et mère, mer, maire respectivement), mais dans tous les cas, le phonème /ʁ/ pourra être réalisé selon ses différents allophones.
L'allophonie n'a de sens qu'au sein du système phonologique d'une langue donnée : deux sons allophones dans une langue peuvent tout à fait constituer des phonèmes distincts dans une autre. Par exemple, comme vu plus haut, [c] et [k] sont en français deux allophones du phonème /k/, mais en albanais, ce sont des phonèmes distincts qui forment des paires minimales : ex. i shquar /iˈʃcuaɾ/ « célèbre, éminent » ~ i shkuar /iˈʃkuaɾ/ « passé, suranné ».[réf. nécessaire]

## Variante libre et variante combinatoire
Il existe deux grands types d'allophone : la variante libre et la variante combinatoire.
On parle de variante libre quand les divers allophones d'un même phonème sont librement interchangeables en toute position, quel que soit le contexte phonétique. Les diverses prononciations du /ʁ/ français exposées plus haut sont typiquement des variantes libres.
On parle de variante combinatoire quand l'apparition des divers allophones dépend du contexte phonétique, de sorte qu'il ne sont pas interchangeables : ils sont alors typiquement en distribution complémentaire, chaque allophone du phonème apparaissant là où les autres sont exclus. L'allemand en fournit un exemple dans la prononciation du phonème /x/ (écrit ch), réalisé [x] (consonne fricative vélaire sourde, dite en allemand ach-Laut) après une voyelle ou diphtongue postérieure (ex. kochen « cuire », Rauch « fumée », acht « huit ») et [ç] (consonne fricative palatale sourde, dite en allemand ich-Laut) dans les autres positions (ex. stechen « piquer », gleich « pareil », Licht « lumière », Dolch « poignard », Chemie « chimie »). Le français méridional présente trois exemples de variantes combinatoires en distribution complémentaire. Alors qu'en français standard les paires de sons [e]-[ɛ], [ø]-[œ] et [o]-[ɔ] donnent lieu à six phonèmes distincts (ex. donner /done/ vs. donnait /donɛ/, jeûne /ʒøn/ vs. jeune /ʒœn/, et côte /kot/ vs. cote /kɔt/), en français méridional ces paires sont des variantes combinatoires de trois phonèmes, selon que la syllabe dans laquelle se trouve le phonème est ouverte ([e], [ø] et [o]) ou fermée ([ɛ], [œ] et [ɔ]). Cette règle de distribution complémentaire s'appelle souvent la loi de position. Ainsi, en français méridional, les mots des paires donner-donnait, jeûne-jeune et côte-cote se prononcent de la même manière ([done], [ʒœn], et [kɔt] respectivement).

## Limites de la notion d'allophone
Les distributions complémentaires peuvent parfois rendre délicate la définition exacte d'un phonème et de ses différents allophones. Par exemple, en allemand, le phonème /h/ (écrit h) n'apparaît qu'à l'initiale d'un morphème (exemple : Herr /hɛʁ/) et le phonème /ŋ/ (écrit ng) à la fin (exemple : Zeitung /ˈʦaɪ.tʊŋ/), de sorte qu'on ne peut construire de paire minimale avec ces deux sons : il serait donc possible théoriquement de les considérer comme allophones. Cependant, ces sons n'ont aucune similarité phonétique qui les rapprocherait par ailleurs. Dans ce genre de situations, la majorité des linguistes posent l'existence de deux phonèmes distincts, en faisant intervenir l'existence de propriétés communes dans la définition des allophones, au-delà des simples critères de distribution.

## Phonologisation d'allophones
En phonétique historique, on parle de phonologisation lorsqu'une distinction phonétique entre deux allophones dans une langue devient susceptible de différencier des paires minimales dans le système d'une, et se change de ce fait en une distinction phonologique entre deux phonèmes.
La phonologisation de variantes combinatoires peut se produire lorsque l'opposition des contextes phonétiques déterminant l'apparition des allophones se modifie tandis que persiste l'articulation de ceux-ci, dont l'apparition n'est plus alors conditionnée. L'évolution de l'anglais en donne un exemple : en vieil anglais, les fricatives /f/, /θ/ et /s/, normalement sourdes, possédaient des allophones sonores [v], [ð] et [z] entre voyelles et/ou consonnes sonores. À la suite de la chute de certaines syllabes inaccentuées, l'opposition est devenue phonologique en anglais moderne :
- v.a. þéof « voleur » ~ þéofian « voler, dérober » → a.m. thief /θiːf/ ~ (to) thieve /θiːv/ ;
- v.a. cláþ « vêtement, habit » ~ cláþian « vêtir, habiller » → a.m. cloth /klɒθ/ ~ (to) clothe /kləʊð/[N 2] ;
- v.a. hús « maison » ~ húsian « loger » → a.m. house /haʊs/ ~ (to) house /haʊz/.

La phonologisation peut aussi se produire sous l'influence d'une autre langue. En moyen anglais, l'emprunt de nombreux mots au français a contribué à installer dans la langue le contraste entre fricatives sourdes et sonores, notamment à l'initiale : l'anglais moderne comporte ainsi des oppositions comme fine « fin, bien » ~ vine « vigne, liane », seal « phoque » ~ zeal « zèle », etc.